# Glam metal
El glam metal és una derivació del heavy metal i es va inspirar en el glam rock de la dècada de 1970. Segons Deena Weinstein, Abraham De Blas i altres crítics de l'escena, el hair-metal i el glam metal no són el mateix. Segons ells el primer és un terme despectiu per referir-se als grups que ostenten pentinats crepats, mentre que el segon fa referència a les bandes que utilitzen maquillatge i roba recarregada amb certa intenció d'ambigüitat sexual.
El glam metal va estar influenciat en imatge pel glam rock original dels anys 70 com David Bowie, Kiss, New York Dolls o Alice Cooper, sorgeix a finals dels setanta a Los Angeles. Va tenir molta popularitat durant tota la dècada de 1980 i principis dels 90. Algunes de les seves bandes més representatives van ser Mötley Crüe, Bon Jovi, Twisted Sister, Whitesnake, Poison, Ratt, Europe, W.A.S.P i Stryper.